# Château de Guînes

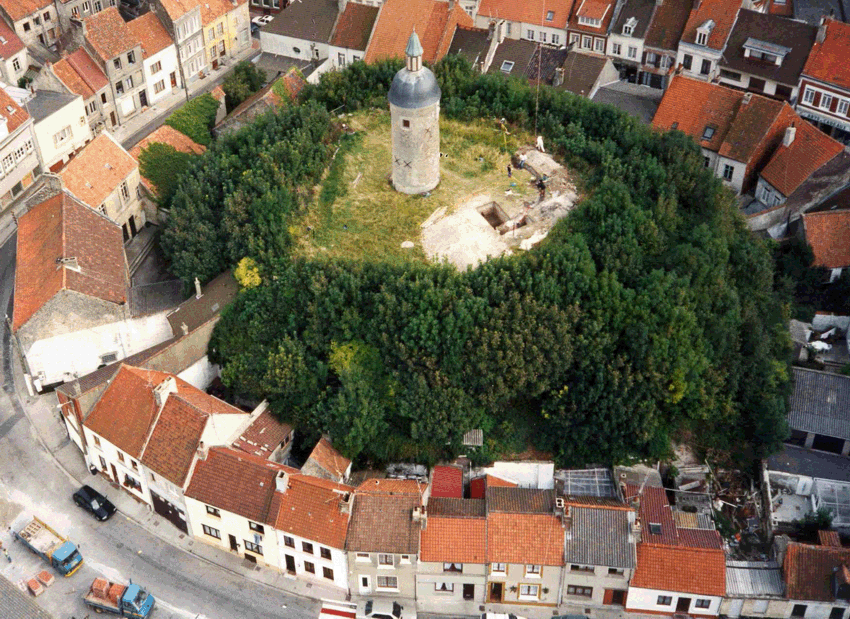
La motte castrale du château, désormais occupée par la tour de l'Horloge de Guînes.

Le château de Guînes était un château fort situé dans la ville de Guînes, dans le Pas-de-Calais en France, jusqu'à la fin du XVIe siècle.

## Histoire
Baudouin II, comte de Guînes, entreprend à la fin du XIIe siècle la construction d'un château à Guînes à l'emplacement d'un ancien fort, composé d'une cour entourée de tours et d'un donjon. 
Après la prise de Calais par le roi Édouard III d'Angleterre en 1349, le château est capturé par les Anglais, en 1352, par une force dirigée par le valet John de Doncaster. Les Français assiègent alors le château pour en reprendre le contrôle, mais ce siège échoue. En 1360, le traité de Brétigny cède la ville et son comté à l'Angleterre, devenant ainsi une partie du Calaisis.
Philippe le Bon, duc de Bourgogne, assiège Guînes en 1436 avec une force de milice flamande. À l'approche d'une armée de secours anglaise de quelque 10 000 hommes commandée par Humphrey de Lancastre, duc de Gloucester, le duc de Bourgogne abandonne le siège, laissant derrière lui son artillerie et une grande quantité d'effets. François Ier, comte d'Angoulême, assiège Guînes en 1514, mais rompt le siège en apprenant l'approche d'une armée anglaise commandée par le roi Henri VIII d'Angleterre.
En 1558, le château est assiégé par une armée française dirigée par François, duc de Guise. Le château résiste au siège pendant quelques jours. Le commandant anglais, William Grey (13e baron Grey de Wilton), est contraint de se rendre le 21 janvier, après que les Français eurent pénétré dans les défenses extérieures du château, William Grey étant blessé et ses soldats refusant de continuer à se battre. Les Français offrent des conditions honorables de reddition et la domination anglaise sur la région prend fin. Le château est malmené par le duc de Guise, mais on sait qu'il servait à loger le commandant local. Il est ensuite détruit lors des incursions espagnoles de 1595 à 1598.
Son emplacement est désormais occupé, depuis 1763, par la tour de l'Horloge de Guînes.